# Хронологія династії Сун

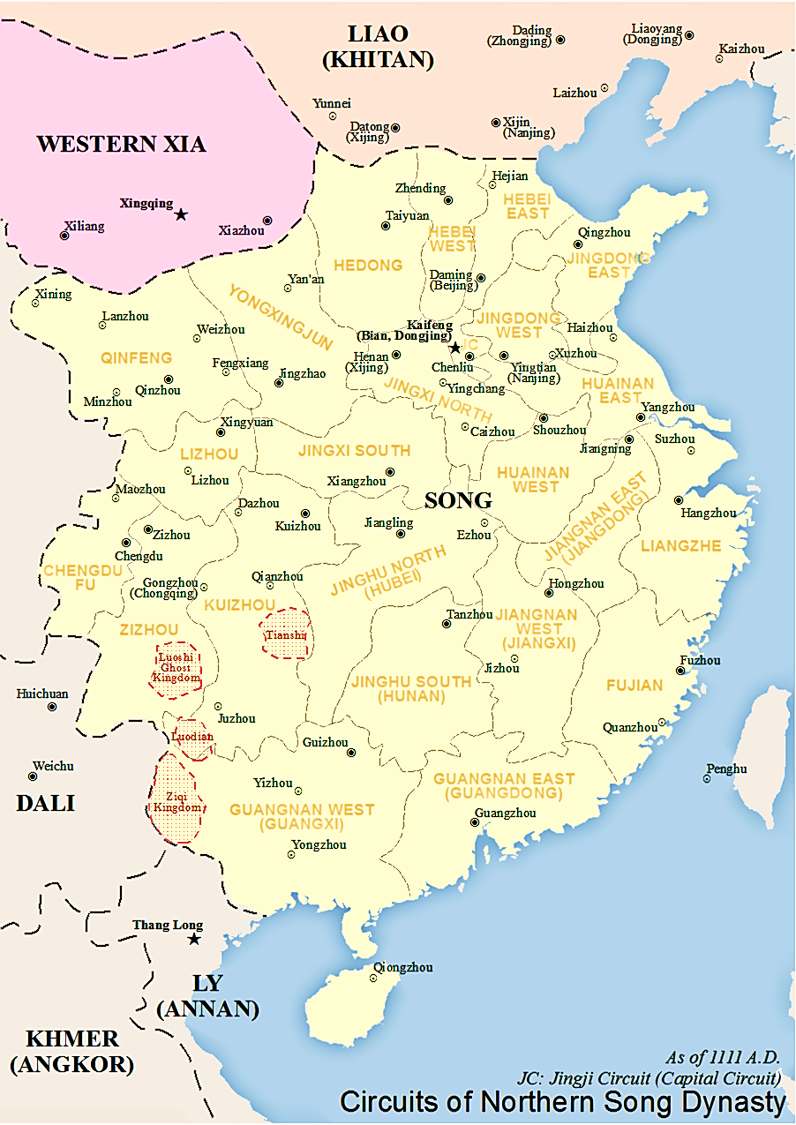
Північний Сун (960—1127)

Південний сун (1127—1279)

## Династія Сун: (960—1279 роки)
В історії Китаю знаменуються правлінням династії Сун — епохи, що по праву вважається одним із золотих віків імперії. Заснована Чжао Куанінем, посмертно відомим як імператор Тайцзу Сун. Династія Сун об'єднала Китай після тривалого періоду роз'єднаності, започаткувавши його процвітання та велич. Династію Сун зазвичай поділяють на два періоди: Північний Сун (960—1127) та Південний Сун (1127—1279), розділені втратою півночі династії Чжурчен Цзінь (1115—1234). У 1279 році монгольська династія Юань завоювала Сун.

## 10 століття

### 960-ті роки
| рік | Дата | Подія |
| --- | --- | --- |
| 960 | Лютий | Чжао Куанін проголошує себе імператором Тайцзу Сун, замінивши Пізня Чжоу                                                     |
| 963 | | Сун підкорює Джіннана |
| 963 | Династія Сун запроваджує систему призначення «за протекцією», яка дозволяє високопосадовцям висувати на державну службу своїх синів, онуків та племінників | |
| 965 | | Сун завойовує Пізня Шу : Сун завойовує Пізня Шу                                                                              |
| 965 | Тао Гу надає перші письмові документи про використання птахів «бакланів» для риболовлі                                                                     | |
| 967 | | Лун Яньяо з Нанніна, клан Ян з префектури Бо і клан Тянь з префектури Сі підкоряються династії Сун в обмін на свою автономію |
| 967 | Династія Сун визнає Боле королівства Луодіан, Мангбу королівства Бадедіан і Авангрен королівства Юші                                                       | |
| 968 | | В'єтнамський король Джінь Бо Лінь з династії Джінь об'єднує королівство та перейменовує його на Велика В'єтнамська Імперія   |
| 969 | | Юе Іфан і Фенг Цзішен.винайшли вогнестріли та ракетні стріли, що використовували порох як рушійну силу                       |

| рік | Дата | Подія |
| --- | --- | --- |
| 971 | | Завоювання Південної Хань династією Сун : Завоювання Південної Хань династією Сун — відзначився тим що в цій війні слони в останнє використовувались як зброя в Китаї |
| 972 | | Імператор Тайдзу Сун визнав незалежність в'єтнамського королівства Великої В'єтнамської імперії із встановленням номінального трибуту                                 |
| 974 | | Kaibao Bencao, перший друкований трактат з природньої історії лікарських засобів, який побачив світ                                                                   |
| 974 | Клан Мо з Нандана підпорядковується владі Сун | |
| 975 | | Сун підкорює Південний Тан : Сун підкорює Південний Тан |
| 975 | Імператор Тайцзу з Сун намагається переконати Пугуї з Королівства Муеге, розташованого на північному заході, в центрі, на сході та південному сході Гуйчжоу, мовчазно погодитися на панування династії Сун | |
| 976 | 14 листопада | Імператор Тайдзу Сун помирає, і його брат Чжао Гуаньї змінює його на посаді імператора Тайцзун Сун                                                                    |
| 976 | Під час правління династії Сун китайські війська за підтримки місцевих племен Гуйчжоу атакують королівство Му'еге. В результаті цих дій царство Му'еге. змушене було відступити до округу Дафан            | |
| 977 | | Співвідношення ціни заліза до рису досягає 632:100 |
| 978 | | Династія Сун підкорює Уюе |
| 979 | | Династія Сун підкорює Північну Хань : Династія СунДинастія Сун завойовує Північну Хань                                                                                |
| 979 | Битва на річці Гаолян : династія Сун вторгається в династію Ляо та зазнає поразки | |

### 980-ті роки
| рік | Дата                                                        | Подія |
| --- | ----------------------------------------------------------- | --- |
| 980 |                                                             | Імператор Цзінцзун з Ляо вторгається в династію Сун і повертає територію в Хебеї |
| 980 | Онук Лун Яньяо Лун Ціонджу вшановує імператора Тайцзуна Сун | |
| 981 |                                                             | Битва при Дайв'єт (981) : династія Сун вторгається в Дайв'єт (рання династія Ле) з початковим успіхом, але потрапляє в засідку, і кампанія закінчується тим, що Ле Хоан приймає сюзеренітет Сун |
| 982 |                                                             | Повстання Цзіцяня : Лі Цзіпен з Дінгнан Цзедуші здається Сун, але його двоюрідний брат Лі Цзіцянь повстає                                                                                       |
| 983 |                                                             | Закінчено повне видання буддійського канону Тріпітака (Kaibao zangshu開寶藏書) накладом 130 000 примірників                                                                                     |
| 984 |                                                             | Цяо Вейюе винаходить фунтовий замок |
| 986 |                                                             | Династія Сун атакує Киданів, але зазнає поразки |

### 990-ті роки
| рік | Дата                                                                                | Подія                                                                             |
| --- | ----------------------------------------------------------------------------------- | --------------------------------------------------------------------------------- |
| 993 |                                                                                     | Посуха вражає Сичуань і спалахують селянські повстання                            |
| 994 |                                                                                     | Повстання Цзіцяня : династія Сун скидає Лі Цзіцяня                                |
| 994 | Найдавніший запис про вексель                                                       |                                                                                   |
| 995 |                                                                                     | Повстання в Сичуані придушено                                                     |
| 995 | Лун Ханьяо з Нанніна вручає данину двору Сун                                        |                                                                                   |
| 996 |                                                                                     | Повстання Цзіцяня : повстанці Лі Цзіцяня з тангутами та нападають на припаси Сун  |
| 997 | 9 травня                                                                            | Імператор Тайцзун Сун помирає, а його син Чжао Хен стає імператором Чженьцзун Сун |
| 998 |                                                                                     | Кидані вторгаються в династію Сун                                                 |
| 998 | Повстання Цзіцяня : династія Сун узаконює Лі Цзіцяня як губернатора Діннань Цзедуші |                                                                                   |
| 998 | Лун Ханьяо з Нанніна вручає данину двору Сун                                        |                                                                                   |

## 11 століття

### 1000-ті роки
| рік  | Дата | Подія |
| ---- | --- | --- |
| 1000 | | Війська киданів відступають від династії Сун після того, як їм не вдалося взяти головні міста                                   |
| 1000 | Чжуанські повстанці атакують Юнчжоу, але атаку зазнають поразки війська Чжуан з союзного Сун клану Хуан                                                                      | |
| 1000 | Тан Фу демонструє суду Сун горщики з порохом і кальтропи й отримує нагороду.                                                                                                 | |
| 1000 | Китайці виявили, що магнітна північ і справжня північ — це не те саме | |
| 1001 | | Тангути захоплюють Ордос |
| 1001 | Кидани атакують династію Сун, але отримують відсіч | |
| 1001 | Чжуанські повстанці, які називають себе повстанськими військами Чень (ченбін) в Ічжоу. Через три місяці їх лідер Су Ченжунь зазнає поразки.                                  | |
| 1002 | | Ши Пу демонструє вогняні кулі, що використовують порох, на суд Сун, і створюються креслення для оприлюднення по всьому царству. |
| 1003 | | Кидани вторгаються в династію Сун і відступають, не здобувши постійних здобутків                                                |
| 1004 | | Імператор Шенцзун з Ляо проводить повномасштабне вторгнення в династію Сун, яке закінчується безвихідною ситуацією              |
| 1004 | На території Сун проводиться банкет для вождя Нонг, що призвело до військової помсти з боку Дайв'єт                                                                          | |
| 1005 | Січня | Чаньюаньський договір : династія Сун погоджується платити киданям щорічну данину шовком і сріблом                               |
| 1009 | | Імператор Чженьцзун Сун вводить квоти на присуджувані ступені                                                                   |
| 1009 | Династія Сун змінює систему призначення за захистом, вимагаючи від кандидатів навчання в Управлінні освіти та складання іспиту, який проходить принаймні 50 відсотків із них | |

### 1010-ті роки
| рік  | Дата | Подія |
| ---- | ---- | --- |
| 1010 |      | Тангути просять допомоги від голоду у Сун                                                                    |
| 1012 |      | Сун -корт спонсорує розведення ранньостиглого рису Чампа, дозволяючи збирати рис двічі на рік                |
| 1014 |      | Король Лі Тхай То з династії Лі, яка правила Дайв'єтом, надсилає 100 коней Юньнань до двору Сун як подарунки |
| 1016 |      | Сарана вражає столицю Сун Кайфен                                                                             |
| 1017 |      | Дайв'єт здійснює набіг на династію Сун                                                                       |
| 1018 |      | Дамби Хуанхе руйнуються                                                                                      |

### 1020-ті роки
| рік  | Дата | Подія |
| ---- | --- | --- |
| 1021 | | Сільськогосподарські землі займають 13 відсотків території Династії Сун                                                                              |
| 1022 | 23 березня | Імператор Чженьцзун Сун помирає, і його син стає наступником імператора Ренцзун Сун ; Імператриця Лю стає регентом                                   |
| 1023 | | Династія Сун засновує Бюро обміну векселів у Ченду після того, як ремісники та фермери відмовляються від заміни менших мідних монет на важкі залізні |
| 1023 | Династія Сун починає обіг обмінних векселів, кожна вартістю 1 256 340 готівкових рядків за 3-річний період обігу | |
| 1024 | | Найдавніший відомий друкарський блок для паперових грошей, цзяоцзи                                                                                   |
| 1026 | | Проливні дощі пошкоджують дамби Хуанхе та спричиняють масштабні повені в столиці Сун Кайфені                                                         |
| 1027 | | Завершено ремонт дамб Хуанхе |

### 1030-ті роки
| рік  | Дата                                                                           | Подія |
| ---- | ------------------------------------------------------------------------------ | --- |
| 1033 |                                                                                | Регентство імператриці Лю закінчується після її смерті                                                                        |
| 1033 | Посуха вразила північний Китай                                                 | |
| 1034 |                                                                                | Лі Юаньхао з тангутів здійснює набіг на династію Сун                                                                          |
| 1036 |                                                                                | Безпрецедентне поширення літературної культури в суспільстві змушує суд Сун оприлюднити розкішні правила для громадян Кайфена |
| 1036 | Кількість державних службоців в Династії Сун збільшується вдвічі               | |
| 1036 | Усі посадові особи, їхні сини та онуки, звільняються від обов'язків старости   | |
| 1036 | Дайв'єт здійснює набіг на династію Сун                                         | |
| 1037 |                                                                                | Землетрус вбив 12 000 людей, поранив 5 600 і вбив або поранив 50 000 худоби навколо Кайфена                                   |
| 1038 | 10 листопада                                                                   | Лі Юаньхао проголошує себе імператором Цзінцзун Західної Ся                                                                   |
| 1038 | Клан Мен (люди Чжуан) в Ічжоу Західного округу Гуаннань повстанці та придушені | |
| 1039 |                                                                                | Західна Ся атакує династію Сун, але її відбивають                                                                             |
| 1039 | Голод на півночі Китаю                                                         | |

### 1040-ті роки
| Рік  | Дата | Подія |
| ---- | --- | --- |
| 1040 | | Війна між Сун та Ся (1040—1044): західна Ся вторглася в Династію Сун                                                                        |
| 1041 | | Війна між Сун та Ся (1040—1044): Західна Ся завдає поразки війську Династії Сун та знищує 6,000 воїнів                                      |
| 1041 | Бі Шен винаходить Рухомий друк | |
| 1042 | | Війна між Сун та Ся (1040—1044): Західна Ся здійснює повномасштабне вторгнення в Династію Сун, проте, зазнає поразки                        |
| 1042 | Війна між Сун та Ся (1040—1044): Кидані змушують Династію Сун збільшити щорічну данину до 200,000 лянів срібла та 300,000 рулонів шовку | |
| 1042 | Династія Сун призначає Дегая з царства Му'еге регіональним інспектором | |
| 1043 | | Повстання Яоського народу в Гуйяні |
| 1043 | Імператор династії Сун Чжао Чжень ініціював Реформи Цінлі, спрямовані на відновлення державного управління та суспільства відповідно до конфуціанських ідеалів. Одним із пунктів цих реформ стало відкриття шкіл та у повітах, де кількість учнів була достатньою для їхнього функціонування.                  | |
| 1043 | Відкривається Школа чотирьох брам, яка пропонує студентам: 500-денну освіту, стипендії, харчування, місце в гуртожитку та звільнення від державних іспитів | |
| 1044 | | Війна між Сун та Ся (1040—1044): завершення бойових дій та підписаня мирного договору                                                       |
| 1044 | Оу Сіфан представник клану Оу, підняв повстання на північному заході Южону у регіонні Гуаннан-Сі. Оголосивши себе імператором Великої Тан, він розпочав війну проти Династії Сун. Через рік повстання було придушено, а Оу Сіфана було страчено особливо жорстоким методом — відрізання частини тіла за життя. | |
| 1044 | В місті Сичуань спалахують повстання | |
| 1044 | Увійськовому посібнику Wujing Zongyao, також відомому як «Повне зібрання основ військової справи», зазначено хімічну формулу пороху. | |
| 1044 | «Громові бомби» згадуються в Wujing Zongyao. | |
| 1044 | В тексті згадується «триліжковий самостріл», що стріляє вогнестрілами. Wujing Zongyao. | |
| 1044 | Найдавніше використання компаса для навігації | |
| 1046 | | Під час правління Династії Сун частка посадових осіб в апараті, що мали ступінь цзіньші, досягла третини від загальної кількості чиновників |
| 1047 | | Північний Китай охопила посу |
| 1048 | | Ванг Зе підняв постання в Хебеї, але зазнав поразки                                                                                         |
| 1049 | | Нонг Чжигао з Чжуанів піднімає повстання в Західному окрузі Гуанг                                                                           |
| 1049 | Повстання в Сичуані придушено | |
| 1049 | Завершено будівництво Залізної Пагоди | |

### 1050-ті роки
| рік  | Дата                                        | Подія |
| ---- | ------------------------------------------- | --- |
| 1051 |                                             | Влада взяла під контроль повстання яоського народу, яке спалахнуло в провінції Гуйчжоу                                          |
| 1053 |                                             | Повстання під проводом Нонг Чжигао було успішно придушене.                                                                      |
| 1055 |                                             | Відбулось повстання Пен Шисі на території Jinghu.                                                                               |
| 1056 |                                             | Затяжні дощі призвели до критичного підйому рівня води у Жовтій річці. Це спричинило масштабну повінь та суттєву зміну її русла |
| 1058 |                                             | В місті Yongzhou спалахнуло повстання.                                                                                          |
| 1058 | Влада взяла під контроль повстання Пен Шисі | |
| 1059 |                                             | Завершено будівництво мосту Луоян                                                                                               |

### 1060-ті роки
| рік  | Дата                                                                                      | Подія |
| ---- | ----------------------------------------------------------------------------------------- | --- |
| 1061 |                                                                                           | Повстання в Юнчжоу придушене                                                                                  |
| 1063 | 30 квітня                                                                                 | Імператор Ренцзун Сун помирає, і його двоюрідний брат Чжао Цзунші змінює його на посаді імператора Сун Інцзун |
| 1064 |                                                                                           | Набіги Іцзун : набіги на Західну Ся династії Сун                                                              |
| 1065 | падіння                                                                                   | Кайфен переживає масштабні повені                                                                             |
| 1066 |                                                                                           | Набіги Іцзун : набіги на Західну Ся династії Сун                                                              |
| 1066 | Суд Сун починає проводити іспити дзинші кожні три роки, рішення, яке діятиме до 1905 року | |
| 1067 | 25 січня                                                                                  | Імператор Інцзун Сун помирає, і його син Чжао Сюй змінює його на посаді імператора Шеньцзун Сун               |
| 1067 | Приватна торгівля інгредієнтами для пороху заборонена в династії Сун.                     | |
| 1068 |                                                                                           | Кількість записаних у Школу чотирьох воріт досягає 900                                                        |
| 1068 | Хуан Хуайсінь починає планувати будівництво сухих доків                                   | |

### 1070-ті роки
| Year | Date | Event |
| ---- | --- | --- |
| 1070 | | Західна Ся вторглась у Династію Сун |
| 1070 | За правління Сун було проведено великі роботи з контролю річок та осушення земель. Завдяки цьому, до сільськогосподарського обігу повернули 38 829 799 акрів землі. | |
| 1070 | За часів правління Династії Сун річне виробництво міді сягало 12 982 тонн, що перевищувало загальне світове виробництво у 1800 році | |
| 1070 | Вперше відбуваються державні іспити цзіньші, на яких більша вага надається державному управлінню, аніж поезії. | |
| 1072 | | Династія Сун розпочинає колонізацію регіону Цінхай, беручи під контроль територію Ушенцзюнь. |
| 1075 | | У ході війни Лі–Сун 1075—1077 років генерали Лі Тхường Кіет та Нунг Тонг Дан здійснили вторгнення на територію династії Сун. Їм вдалося захопити міста Ціньчжоу та Ляньчжоу, а також завдати значної шкоди Юнчжоу. Проте згодом вони змушені були відступити |
| 1075 | Китайський полімат Шень Коа у своїх працях описав процес виготовлення сталі шляхом багаторазового кування заліза під холодним повітряним потоком. Цей метод сприяв частковому видаленню вуглецю з заліза, що робило сталь більш міцною та пружною. Деякі історики вважають цей китайський метод виробництва сталі прямим попередником європейського процесу Бессемера, винайденого набагато пізніше. | |
| 1076 | осінь | Під час війни Лі–Сун китайський командувач Гуй Куй очолив вторгнення на територію держави Đại Việt, керованої династією Лі. Йому вдалося просунутися на південь аж до річки Кау. Проте там війна зайшла у глухий кут — жодна зі сторін не змогла здобути вирішальної переваги. |
| 1076 | За правління династії Сун було ухвалено закон, що забороняв торгівлю інгредієнтами для виробництва пороху з遼 (Liáo) та 西夏 (Xī Xià) — державами Ляо та Західна Ся. | |
| 1077 | | Завершення війни Лі–Сун 1077 року було досягнуто шляхом дипломатичних переговорів. Щоб змусити війська династії Сун відступити, держава Đại Việt (династія Лі) погодилася визнати залежність від Сун та сплачувати їй данину. |
| 1078 | | За правління династії Сун річне виробництво чавуну сягнуло 125 000 тонн, що зробило її найбільшою залізоробною державою у світі. Це лідерство зберігалося аж до 1796 року, коли в Англії та Уэльсі розпочалася промислова революція. [1][1] Додатково, річний обсяг виробництва чавуну на душу населення досяг 1,4 кг (3,1 фунта), що стало найвищим показником у світі аж до 1700 року, коли Європа переживала власну індустріалізацію. |
| 1079 | | Війна Лі–Сун: Щоб повернути своїх полонених, династія Сун відмовилася від претензій на Каобанг і Лангшон на користь держави династії Лі. |

### 1090-ті роки
| рік  | Дата | Подія                                                                                            |
| ---- | ---- | ------------------------------------------------------------------------------------------------ |
| 1092 |      | Найдавніше відоме зображення нескінченної ланцюгової передачі енергії                            |
| 1093 |      | Регентство імператиці Гао закінчується після її смерті                                           |
| 1097 |      | Наступ і зміцнення : династія Сун проводить наступ і зміцнює кампанію проти Західного Ся         |
| 1098 |      | Наступ і зміцнення : Західна Ся мститься за вторгнення Сун, але не зміг перемогти укріплення Сун |
| 1099 |      | Наступайте та зміцнюйте : Західна Ся вимагає миру                                                |

## 12 століття

### 1100-ті роки
| Рік  | Дата | Подія |
| ---- | --- | --- |
| 1100 | 23 лютого | У 1100 році помер імператор哲宗 (Zhèzōng) династії Сун. Після його смерті трон успадкував його молодший брат Чжаоцзі (Zhào Jì), який став відомий як імператор Huizong династії Сун. |
| 1100 | Кількість працівників бюрократичного апарату династії Сун становила лише 0,02 відсотка від загального населення країни. | |
| 1100 | В процесі виплавки чавуну відбувається перехід від використання деревного вугілля до використання коксу як палива. | |
| 1102 | | Двір династії Сун видає указ про будівництво лікарень «Безпеки і Допомоги» у всіх префектурах.                                                                                       |
| 1102 | Cài Jīng пропонував призначати на посади кращих випускників Тайсюе (Tàixué) без складання іспитів, а самі іспити замінити реформованою системою освіти. Врешті-решт, його ідеї було відхилено. | |
| 1103 | | У контексті конфліктів між династіями того часу, війська династії Сун розпочали вторгнення на територію держав Цонгха та Західна Ся.                                                 |
| 1103 | Державні аптеки поширюють свою діяльність з Кайфену на округи. | |
| 1103 | Найдавніші письмові згадки про практику бинтування ніг. | |
| 1104 | | Захоплення Цонгхи династією Сун: Сун анексує Цонгху. |
| 1104 | За наказом двору династії Сун, були створені громадські цвинтарі для того, щоб забезпечити гідне поховання для бідних верств населення | |
| 1104 | Державна академія Тайсюе дозволяла вступ з бідних родин за вступний внесок у 2000 готівкою. Це становило приблизно 4-місячний дохід фермера з низькою зарплатою або 15 відсотків місячного окладу дрібного чиновника. Тим часом почали надходити повідомлення про розкрадання коштів, виділених на державні соціальні програми | |
| 1105 | | З'явилися повідомлення про розкрадання коштів, призначених для державних соціальних програм.                                                                                         |
| 1106 | | Захоплення Цонгхи династією Сун: Династія Сун та Західна Ся припиняють воєнні дії, але війна не має чіткого переможця.                                                               |
| 1106 | Кількість випускників, які склали іспити на рівні префектур, знизилася до 3 % від загальної кількості кандидатів. | |
| 1107 | | Династія Сун починає випускати новий платіжний засіб — «грошовий сертифікат» (цяньїнь)                                                                                               |
| 1107 | Династія Сун видає указ про вищу посаду та почесті для даоської духовної ієрархії порівняно з буддійською. | |
| 1108 | | Династія Сун встановлює щорічну квоту набору 70 даоських священників для участі в державних іспитах.                                                                                 |

### 1120-ті роки
| Year | Date | Event |
| ---- | --- | --- |
| 1120 | | Фан Ла піднімає повстання в Liangzhe (량浙, Liángzhè) і зазнає поразки. |
| 1120 | Двір династії Сун оголошує про скорочення державних соціальних програм. | |
| 1121 | | Повстання Сун Цзяна в Jingdong (京东, Jīngdōng) придушене. |
| 1123 | | Династія Сун зазнала поразки під час нападу на遼 (Liáo) династію. |
| 1123 | Чжан Цjue (張𦯶, Zhāng Jué) піднімає повстання в prefecture (префектура) Пінг, після чого переходить на бік династії Сун. Проте Jin (金, Jīn) династія швидко завдає удару у відповідь і розбиває його військо. Сун страчує Чжан Цjue на знак примирення з Jin. | |
| 1125 | 26 березня | Імператор Тяньцзо (天祚, Tiānzhuó) держави Ляо потрапляє в полон до Jin (金, Jīn) династії, що призводить до її падіння. |
| 1125 | листопад | Jin (金, Jīn) династія вторгається на територію династії Сун та окуповує провінції Шаньсі та Хебей. |
| 1126 | 18 січня | Імператор Хуейц宗 (徽宗, Huīz宗) династії Сун зрікається престолу на користь свого сина Чжао Хуана (趙桓, Zhào Huán), який стає імператором Цінцзоном                                                                            |
| 1126 | 31 січня | Інцидент靖康 (Jìngkāng Shìjiàn): Під час облоги Кайфена військами Jin (金, Jīn) династії (1115—1234) війська Сун використовували громові бомби, а також запальні стріли та ядра.                                                 |
| 1126 | 5 березня | Після того, як династія Сун погодилася сплачувати щорічну контрибуцію, Jin (金, Jīn) війська відступили від Кайфена |
| 1126 | червень | Jin (金, Jīn) династія завдає поразки двом арміям Сун |
| 1126 | грудень | Jin (金, Jīn) війська повертаються із запальними стрілами та пороховими бомбами й починають облогу Кайфена. |
| 1127 | 12 червень | Брат імператора Цінцзона (欽宗, Qīnzong) династії Сун, Чжао Гоу (趙構, Zhào Gòu), проголошується імператором Гаоцзуном (高宗, Gāoz宗) Сун, а столицю переносять до Лін'аня (Ліньань).                                            |
| 1127 | грудень | Інцидент靖康 (Jìngkāng Shìjiàn): Кайфен падає під натиском Jin (金, Jīn) династії, імператори Цінцзон (欽宗, Qīnzong) та Хуейц宗 (徽宗, Huīz宗) потрапляють у полон, а території на північ від річки Хуайхе було анексовано Jin. |
| 1128 | | Найдавніше зображення гармати знаходиться серед наскельних рельєфів Dazu (大足, Dàzú). На одному з них зображена людська фігура, що тримає ручну гармату у формі гарбуза.                                                        |
| 1129 | | Колишній чиновник династії Сун, Лю Юй (劉豫, Liú Yù), зведений на престол як імператор傀儡政權 (kuǐlěi zhèngquán) — держави-маріонетки «Ці» (齊, Qí), створеної Jin (金, Jīn) династією                                          |
| 1129 | Династія Сун починає використовувати порохову зброю у військово-морському флоті. Бойові кораблі оснащуються требушетами та запасами порохових бомб. | |

### 1130-ті роки
| рік  | Дата | Подія |
| ---- | --- | --- |
| 1130 | | Битва при Хуантяндані : сили Цзінь потрапили в засідку та зупинилися біля Янцзи на деякий час, перш ніж здійснити переправу                                           |
| 1130 | Повстанці Чжун Сян у Хунані | |
| 1131 | | Династія Цзінь вторгається в Шеньсі, але її відбивають, зокрема тактикою залпового вогню, застосованою генералом У Цзе (吳 玠) і його молодшим братом У Лінем (吳 璘) |
| 1131 | Лі Чен вперше повстав в Хуайнані та був придушений                                                                                     | |
| 1131 | Династія Сун засновує перший постійний флот Китаю                                                                                      | |
| 1132 | | Облога Де'ана : вогняні списи використовуються військами Сун, щоб відбити загарбників Цзінь                                                                           |
| 1132 | Порох вперше згадується спеціально для його військового застосування і відомий як «ліки від вогняної бомби», а не як «ліки від вогню». | |
| 1132 | Вперше згадуються петарди з використанням пороху.                                                                                      | |
| 1133 | | Маріонеткова держава Цзінь Ці вторгається в династію Сун, але її відбиває Юе Фей                                                                                      |
| 1133 | Айонг з Королівства Му'еге очолює велику торгову делегацію з кількох тисяч чоловік до міста Сун Лучжоу в Сичуані                       | |
| 1135 | 4 червня | Помер імператор Хуейцзун із Сун |
| 1135 | Маріонеткова держава Цзінь Ці захоплює Сяньян                                                                                          | |
| 1135 | Юе Фей з династії Сун мститься та відвойовує більшу частину втраченої території                                                        | |
| 1135 | Повстання в Хунані придушене | |
| 1136 | | Маріонеткова держава Цзінь Ці вторгається в династію Сун, але її відбивають                                                                                           |

### 1150-ті роки
| рік  | Дата | Подія                                                              |
| ---- | ---- | ------------------------------------------------------------------ |
| 1150 |      | Щорічна реєстрація на префектурні іспити досягає 100 000 заявників |
| 1151 |      | Міст Аньпін завершено                                              |

### 1160-ті роки
| рік  | Дата | Подія |
| ---- | --- | --- |
| 1160 | | Династія Сун починає випуск huizi, своєї офіційної паперової валюти                                                     |
| 1161 | 14 червня | Помер імператор Ціньцзун із Сун                                                                                         |
| 1161 | 28 жовтня | Династія Цзінь вторгається в династію Сун                                                                               |
| 1161 | 16 листопада | Битва при Тандао : вогняні стріли використовуються флотом Сун, щоб потопити флот Цзінь біля берегів півострова Шаньдун. |
| 1161 | 26–27 листопада | Битва при Цайсі : громові бомби використовуються човнами-біговими доріжками Сун, щоб потопити флот Цзінь на Янцзи.      |
| 1162 | 24 липня | Імператор Гаоцзун Сун зрікається престолу на користь свого прийомного сина Чжао Боцуна, який стає імператором Сяоцзун   |
| 1162 | Виробництво міді в династії Сун зазнає повного збою і падає до 157 тонн на рік                                                           | |
| 1163 | літо | Династія Сун вторгається в династію Цзінь, але зазнає поразки                                                           |
| 1163 | Вогневі списи прикріплюються до військових візків, відомих як «військові візки за вашим бажанням», для захисту мобільних требюшетів Сун. | |
| 1165 | | Сун і Цзінь укладають мирний договір про зменшення данини Сун і повернення кордонів до річки Хуай                       |
| 1167 | | Династія Сун випускає 2 мільйони таелів для обміну на хуізі та знищення їх, щоб виправити надмірну емісію               |

### 1170-ті роки
| рік  | Дата | Подія                                              |
| ---- | ---- | -------------------------------------------------- |
| 1170 |      | Династія Сун розмістила офіцерів на островах Пенху |
| 1171 |      | Китайські рибалки поселяються на островах Пенху    |
| 1175 |      | Випускається більше huizi, щоб задовольнити попит  |

### 1180-ті роки
| рік  | Дата        | Подія |
| ---- | ----------- | --- |
| 1181 |             | Друкуються найдавніші друковані карти з датою публікації |
| 1187 | 9 листопада | Помер імператор Сун Гаоцзун |
| 1188 |             | Імператор Сун Сяоцзун створює новий офіс під назвою Зал обговорення політики (Yishi tang), щоб навчати свого сина Чжао Дуня для його можливого вступу на престол |
| 1189 | 18 лютого   | Імператор Сун Сяоцзун зрікається престолу на користь свого сина Чжао Дуня, який стає імператором Гуанцзун                                                        |

### 1190-ті роки
| рік  | Дата                                             | Подія |
| ---- | ------------------------------------------------ | --- |
| 1190 |                                                  | Випадкові згадки про зв'язування ніг стають більш поширеними; зв'язування ніг більше не асоціюється з танцями, і ця практика не обмежується артистами |
| 1191 |                                                  | Імператор Гуанцзун із Сун відходить від двору |
| 1194 | 28 червня                                        | Помер імператор Сун Сун |
| 1194 | 24 липня                                         | Імператор Гуанцзун Сун був змушений зректися престолу, і його син Чжао Куо змінив його на посаді імператора Сун Нінцзун                               |
| 1195 |                                                  | У Сичуані спалахує повстання |
| 1195 | Найдавніше відоме зображення рибальської котушки | |
| 1198 |                                                  | Суд пісні забороняє неоконфуціанство |

### 1200-ті роки
| рік  | Дата                                                                                                   | Подія |
| ---- | --- | --- |
| 1200 | 17 вересня                                                                                             | Помер імператор Сун Гуанцзун |
| 1202 | | Кінець заборони неоконфуціанства |
| 1204 | | Сили Сун починають військову агресію вздовж кордону Цзінь |
| 1206 | весна                                                                                                  | Кокочу, також відомий як Теб Тенгрі, головний шаман монголів, дарує Темуджіну титул Чингісхана, «Океанського правителя» Монгольської імперії, на курултаї Бурхан Халдуна, священної гори монголів |
| 1206 | 20 червня                                                                                              | Династія Сун оголошує війну династії Цзінь |
| 1206 | Грудень                                                                                                | Генерал-губернатор Сичуані У Сі переходить на бік династії Цзінь |
| 1207 | 29 березня                                                                                             | Прихильники династії Сун вбивають Ву Сі |
| 1207 | Сили Сун використовують громові бомби під час нападу на табір Джин, убивши 2000 чоловіків і 800 коней. | |
| 1207 | квітень                                                                                                | Сонг і Джин заходять у глухий кут |
| 1208 | 2 листопада                                                                                            | Сун і Цзінь погоджуються на мир, який поновлює відносини Данини Сун з Цзінь |
| 1208 | Люди Яо повстали в Цзінху та були придушені                                                            | |
| 1208 | У Сичуані спалахує повстання                                                                           | |
| 1208 | Масштабні пожежі в Лінані                                                                              | |
| 1208 | Посуха та сарана вразили Чжецзян                                                                       | |
| 1209 | | Сарана вражає Чжецзян |

### 1210-ті роки
| рік  | Дата                                             | Подія                                                        |
| ---- | ------------------------------------------------ | ------------------------------------------------------------ |
| 1210 |                                                  | У Цзінху спалахує повстання, яке було придушене              |
| 1210 | Найдавніше відоме зображення ударного молотка    |                                                              |
| 1210 | Повінь і сарана вразили Чжецзян                  |                                                              |
| 1211 |                                                  | Масштабні пожежі в Лінані                                    |
| 1211 | У Сичуані спалахує повстання                     |                                                              |
| 1212 |                                                  | Повінь обрушилася на Чжецзян                                 |
| 1213 |                                                  | У Сичуані спалахує повстання                                 |
| 1213 | Повінь обрушилася на Чжецзян                     |                                                              |
| 1214 |                                                  | Набіги династії Цзінь на династію Сун                        |
| 1214 | Посуха вдарила по Чжецзяну                       |                                                              |
| 1215 |                                                  | Посуха та сарана вразили Чжецзян                             |
| 1216 |                                                  | Землетруси в Сичуані                                         |
| 1217 | весна                                            | Династія Цзінь вторгається в династію Сун, але її відбивають |
| 1217 | У Сичуані спалахує повстання                     |                                                              |
| 1217 | Повінь обрушилася на Чжецзян                     |                                                              |
| 1219 |                                                  | Династія Цзінь вторгається в династію Сун, але її відбивають |
| 1219 | У Сичуані спалахує повстання, яке було придушене |                                                              |

### 1220-ті роки
| рік  | Дата                                                                                               | Подія |
| ---- | -------------------------------------------------------------------------------------------------- | --- |
| 1220 | | У Сичуані спалахує повстання                                                                                       |
| 1220 | Масштабні пожежі в Лінані                                                                          | |
| 1221 | | Династія Цзінь вторгається в династію Сун, але її відбивають                                                       |
| 1221 | Бомби із залізними кожухами використовуються військами Цзінь під час облоги префектури Ці (Хубей). | |
| 1224 | 17 вересня                                                                                         | Імператор Нінцзун Сун помирає, і його прийомний син Чжао Юнь стає наступником його на посаді імператора Ліцзун Сун |
| 1224 | Сон і Джин припиняють бойові дії                                                                   | |
| 1225 | | Повстанці в Шаньдуні вторгаються в династію Сун і отримують відсіч                                                 |
| 1227 | Вересень                                                                                           | Імператор Можу із Західної Ся капітулює Монгольській імперії та негайно страчений; так закінчується Західна Ся     |
| 1229 | | Новий в'єтнамський монарх Тран Тхай Тонг з династії Трн відправляє дипломатичну місію до Сун Китаю                 |

### 1230-ті роки
| рік  | Дата                                  | Подія |
| ---- | ------------------------------------- | --- |
| 1230 |                                       | Ковіативні снаряди додаються до вогневих списів. |
| 1231 |                                       | Патрулі династії Сун вбивають монгольського посланника, і у відповідь монголи здійснюють набіг на Сичуань |
| 1231 | Масштабні пожежі в Лінані             | |
| 1233 | літо                                  | Династія Сун вторгається в династію Цзінь |
| 1234 | 9 лютого                              | Облога Цайчжоу : імператор Цзінь Айцзун зрікається престолу на користь далекого родича Худуна, який стає імператором Мо Цзінь, і вчиняє самогубство; Імператор Мо Цзінь вбитий монголами ; так закінчується династія Цзінь |
| 1234 | Монголи знищують армію Сун під Лояном | |
| 1235 |                                       | Монголи здійснюють набіг на династію Сун |
| 1235 | Масштабні пожежі в Лінані             | |
| 1236 |                                       | Монголи розгромили війська Сун у Сичуані |
| 1237 |                                       | Великі бомби, які потрібно було кинути кількома сотнями людей за допомогою требюшетів, використовуються монголами під час облоги Анфена (сучасний Шоусянь, провінція Аньхой).                                              |
| 1237 | Масштабні пожежі в Лінані             | |
| 1238 |                                       | Контратаки військ Сун змушують монголів відійти |

### 1240-ті роки
| рік  | Дата                                                                              | Подія |
| ---- | --------------------------------------------------------------------------------- | --- |
| 1240 |                                                                                   | Зв'язування ніг поширюється на дочок і дружин чиновників                                                                                      |
| 1242 |                                                                                   | Монголи здійснюють набіг на Сичуань |
| 1243 |                                                                                   | Монголи здійснюють набіг на Сичуань |
| 1244 |                                                                                   | Монголи здійснюють набіг на Хуайнань |
| 1245 |                                                                                   | Монголи окупували префектуру Шоу |
| 1245 | Ракети використовуються під час військових навчань, які проводить ВМС Сун.        | |
| 1246 |                                                                                   | Монголи здійснюють набіг на Хуайнань |
| 1247 |                                                                                   | Випуски huizi для субсидування зростаючих витрат і зменшення доходів сягають 650 000 000 рядків готівки, збільшення в 25 разів за півстоліття |
| 1247 | Цинь Цзюшао відкриває метод Горнера та вводить символ нуль у китайську математику | |

### 1260-ті роки
| рік  | Дата | Подія |
| ---- | --- | --- |
| 1260 | 5 травня | Хубілай-хан скликає курултай у Кайпінгу, який обирає його правителем Монгольської імперії ; так закінчується централізована Монгольська імперія |
| 1260 | Посланник Хубілай-хана Хао Цзін пропонує, щоб династія Сун визнала Хубілая Сином Неба в обмін на автономію та потрапляє до в'язниці | |
| 1261 | | Хубілай-хан надсилає кошти Лі Таню з Шаньдуна для війни з династією Сун                                                                         |
| 1262 | 22 лютого | Монголо -союзний воєначальник Шаньдуна, Лі Тань, переходить до династії Сун                                                                     |
| 1262 | серпень | Китайські генерали Хубілай-хана Ши Тяньцзе і Ши Чу розбивають війська Лі Таня і беруть його в полон; Лі Тань насмерть затоптаний кіньми         |
| 1263 | | Масштабні пожежі в Лінані |
| 1264 | | Імператор Ліцзун з Сун помирає, і його племінник Чжао Ці змінив його на посаді імператора Дуцзун з Сун                                          |
| 1264 | Масштабні пожежі в Лінані | |
| 1264 | Демонстрація мініатюрних ракет лякає імператрицю Сун.                                                                               | |
| 1264 | Значення huizi падає | |
| 1265 | | Зіткнення династії Сун і монгольських військ у Сичуані                                                                                          |
| 1268 | | Битва при Сян'ян : Аджу з монголів бере в облогу Сян'ян                                                                                         |

### 1270-ті роки
| Рік  | дата | Подія |
| ---- | --- | --- |
| 1271 | | Хубілай-хан проголошує себе імператором династії Юань. |
| 1271 | Китайці починають відвідувати Тайвань | |
| 1272 | | Битва за Xiangyang (襄陽, Xiāngyáng): Річкові сили допомоги використовують вогнеметні списи, щоб відбити атакуючих і прорвати монгольську блокаду Xiangyang.                                       |
| 1273 | березен | Битва за Xiangyang (襄陽, Xiāngyáng): Лю Веньхуань (呂文煥, Lǚ Wénhuàn) здає Xiangyang військам Yuan.                                                                                              |
| 1274 | 12 серпень | Після смерті імператора Дуцзуна (度宗, Dùzōng) династії Сун, його син Чжао Сянь (趙顯, Zhào Xiǎn) стає імператором Гоном (恭帝, Gōngdì) Сун. Регентом призначено Се Даоціна (謝道卿, Xiè Dàoqīng). |
| 1275 | січень | Війська під командуванням Баяна перетинають річку Янцзи біля Ханкоу. |
| 1275 | березень | Під час битви біля префектури Дінцзяо (丁家洲, Dīngjiāzhōu) війська Баяна завдають нищівної поразки війську Цзя Сідао (賈似道, Jiǎ Sìdào) за допомогою артилерії.                                  |
| 1275 | Монголи захоплюють регіон Ханьшуй | |
| 1276 | | Монгольська армія знищує армію Сун поблизу сучасного району Гуйчі |
| 1276 | 22 березня | Лін'ань здається монголам. Згодом імператора Гона (恭帝, Gōngdì) переводять до Дуньхуана, де він стає ченцем                                                                                       |
| 1276 | Арік-Кайя (阿里海牙, Ā lì hǎi yá), юаньський генерал уйгурського походження, захоплює Хунань (湖南, Húnán) і Гуансі                                              | |
| 1276 | Юаньський командувач Сodu захоплює Фучжоу | |
| 1276 | 14 червня | Прихильники династії Сун звели на престол Чжао Ши (趙昰, Zhào Shì), брата імператора Гона (恭帝, Gōngdì), оголосивши його імператором Дуа宗 (端宗, Duānz宗) Сун.                                   |
| 1276 | Прихильники династії Сун звели на престол Чжао Ши (趙昰, Zhào Shì), брата імператора Гона (恭帝, Gōngdì), оголосивши його імператором Дуа宗 (端宗, Duānz宗) Сун. | |
| 1276 | Під час битви з монголами кавалерія династії Сун використовує вогнеметні списи.                                                                                  | |
| 1277 | квітень | Мусульманський наглядач Цюаньчжоу (泉州, Quánzhōu) Пу Шуген (蒲壽庚, Pū Shòugèng) переходить на бік Yuan.                                                                                          |
| 1277 | В Китаї відбувається самогубство за допомогою бомби, коли гарнізон Сун підриває себе разом із великою бомбою.                                                    | |
| 1278 | лютий | Юаньський командувач Sodu захоплює Гуанчжоу |
| 1278 | 9 травень | Імператор Дуанц宗 (端宗, Duānz宗) династії Сун помирає в Гуаннані (廣南, Guǎngnán), а його наступником стає брат Чжао Бін (趙昺, Zhào Bǐng).                                                       |
| 1279 | 19 березень | Битва при Ямень (崖門, Yámén): Монгольський флот знищує флот Сун. Імператор Чжао Бін гине в морі. Це ознаменувало падіння династії Сун                                                             |

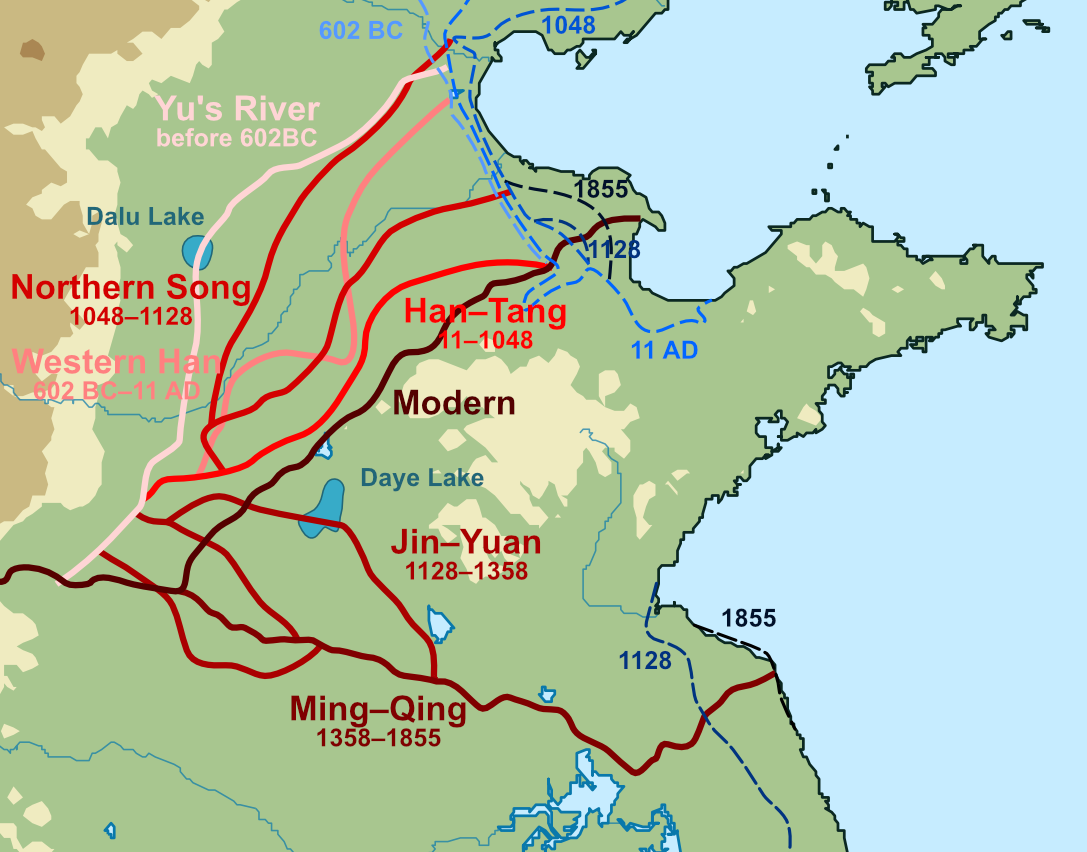
Зміна руслаХуанхе
Великі зміни русла Хуанхе
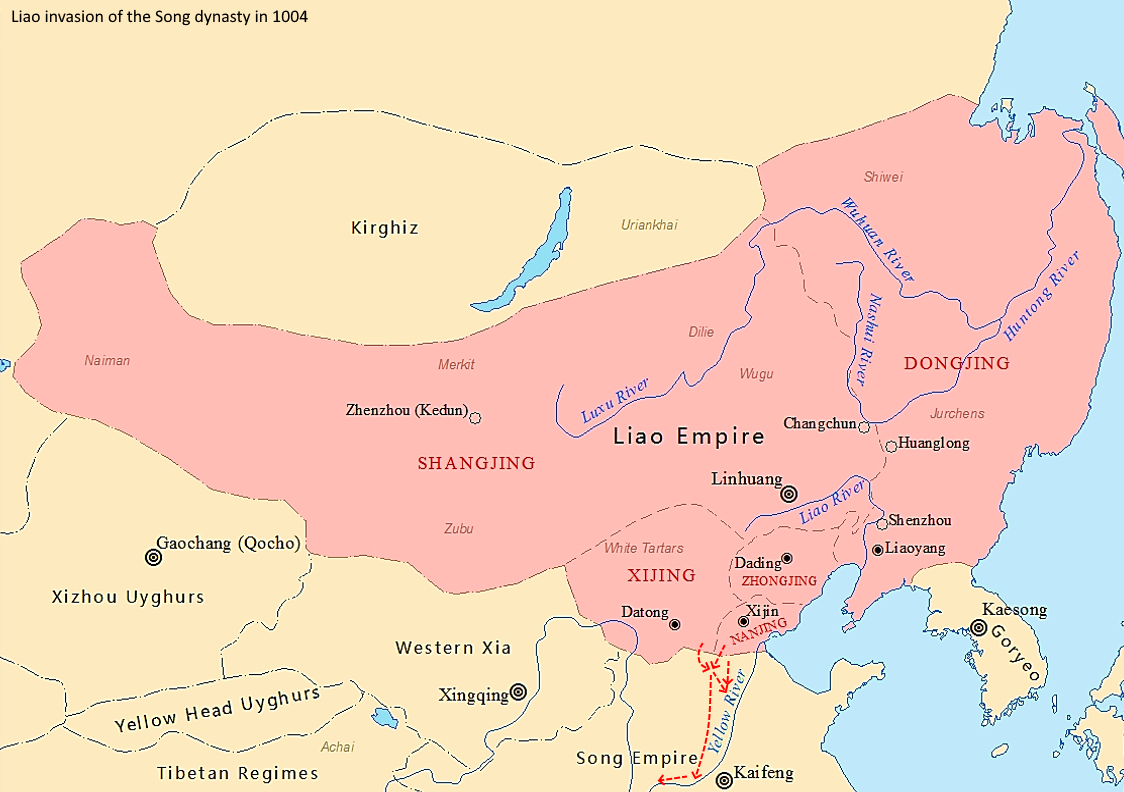
Вторгнення династії Ляо в 1004 році
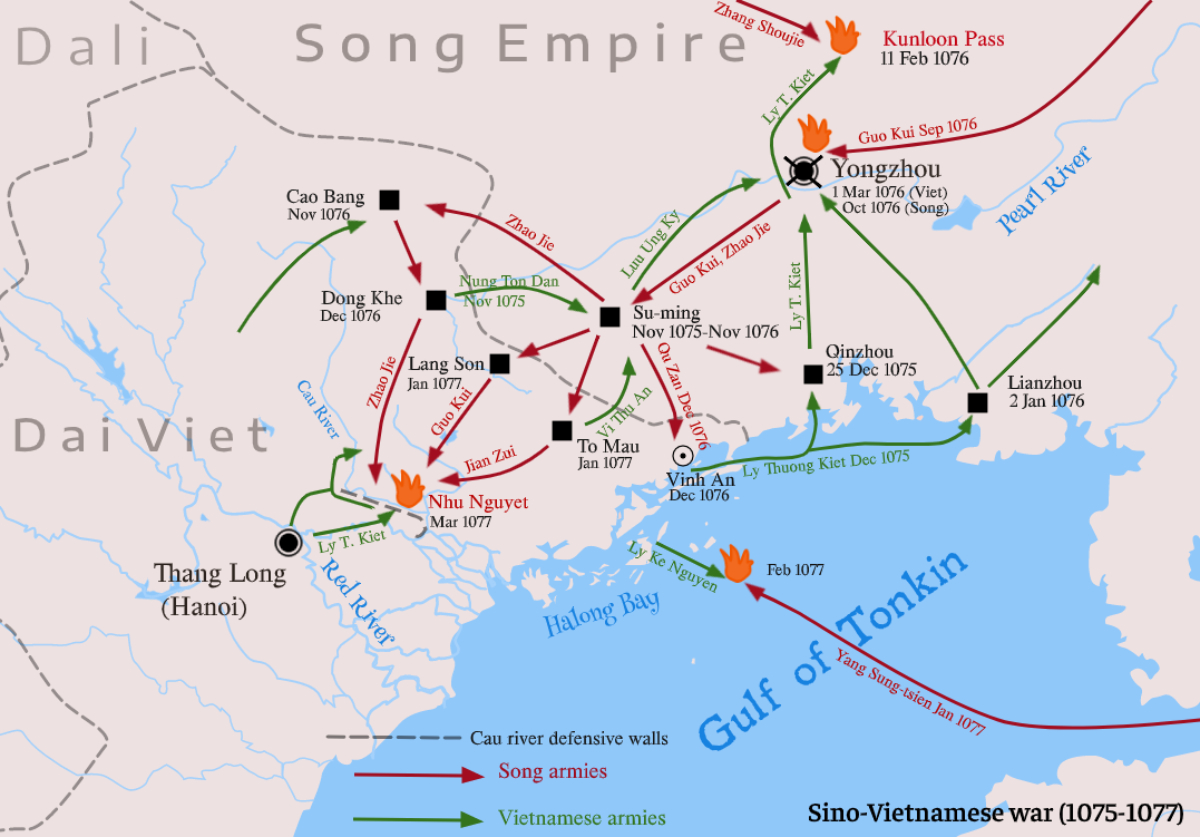
Війна Лі–Сун(1075–1077)
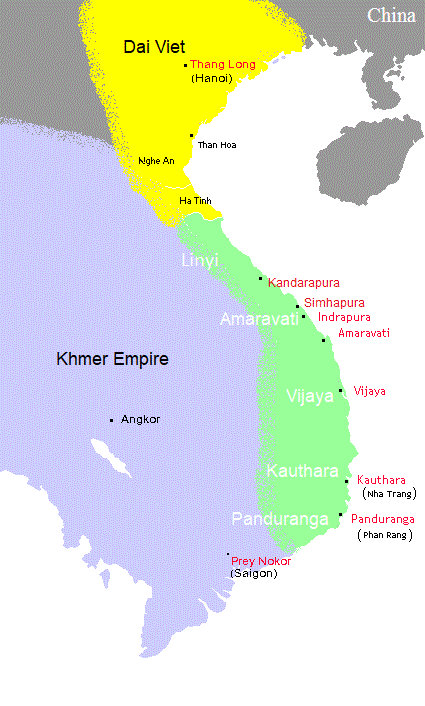
Династія Лі, бл. 1100
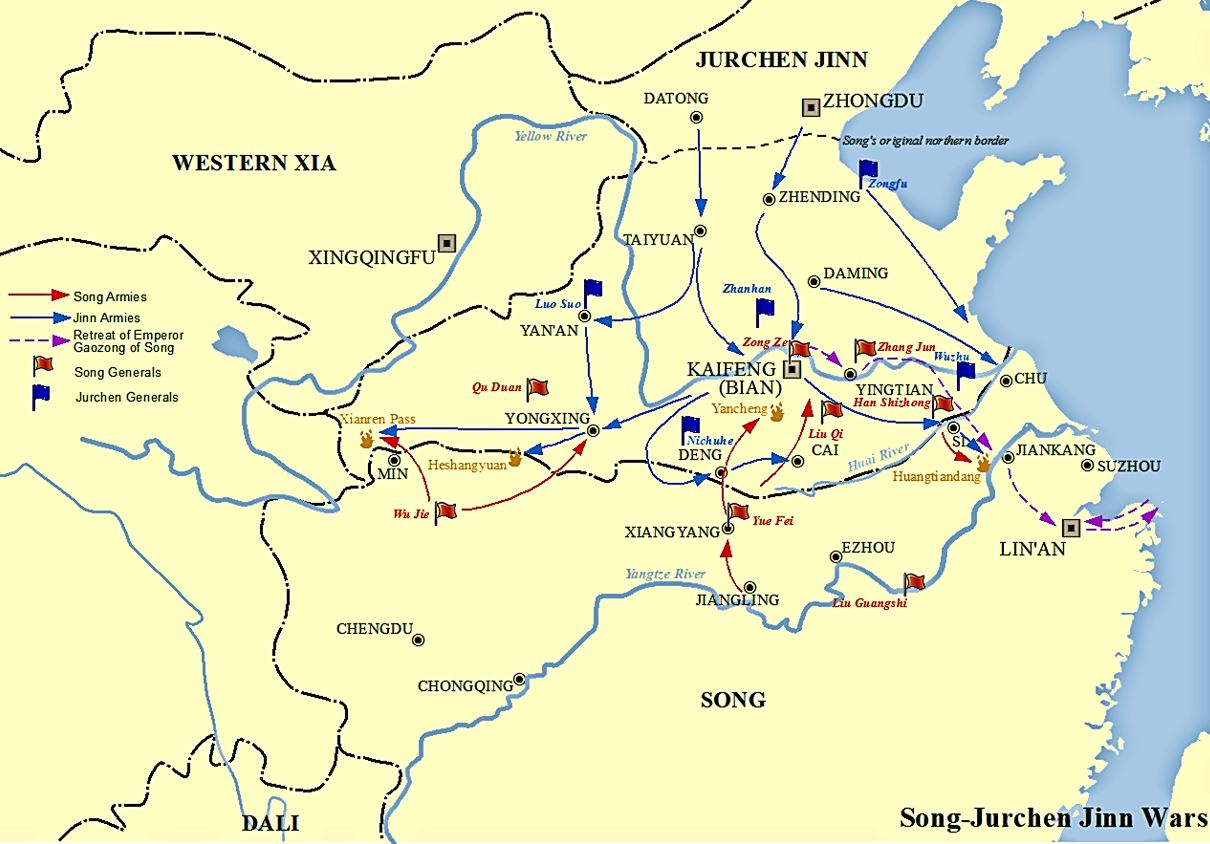
Війни Цінь-Сун
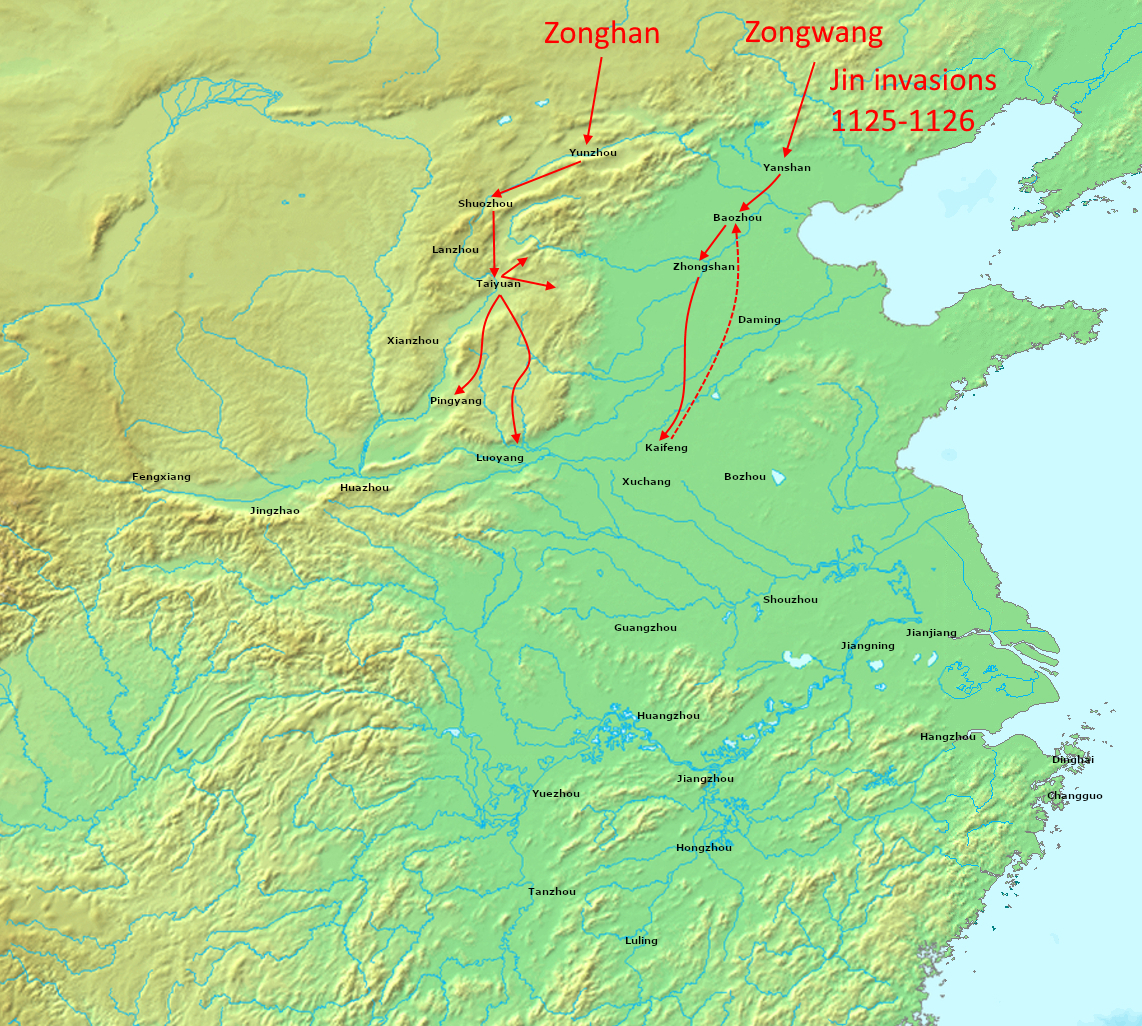
Війни Цінь-Сун, 1125-1126
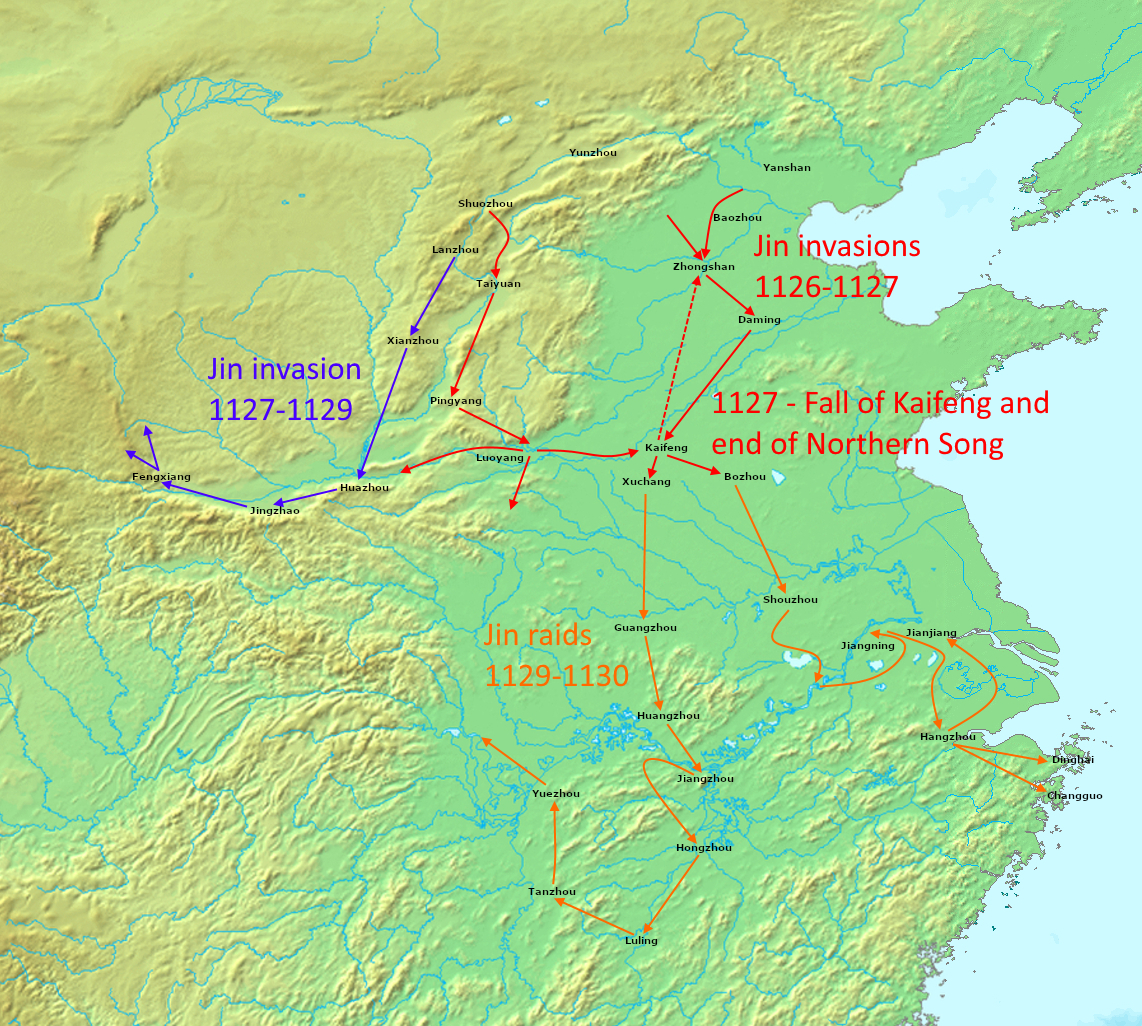
Війни Цінь-Сун, 1126-1130
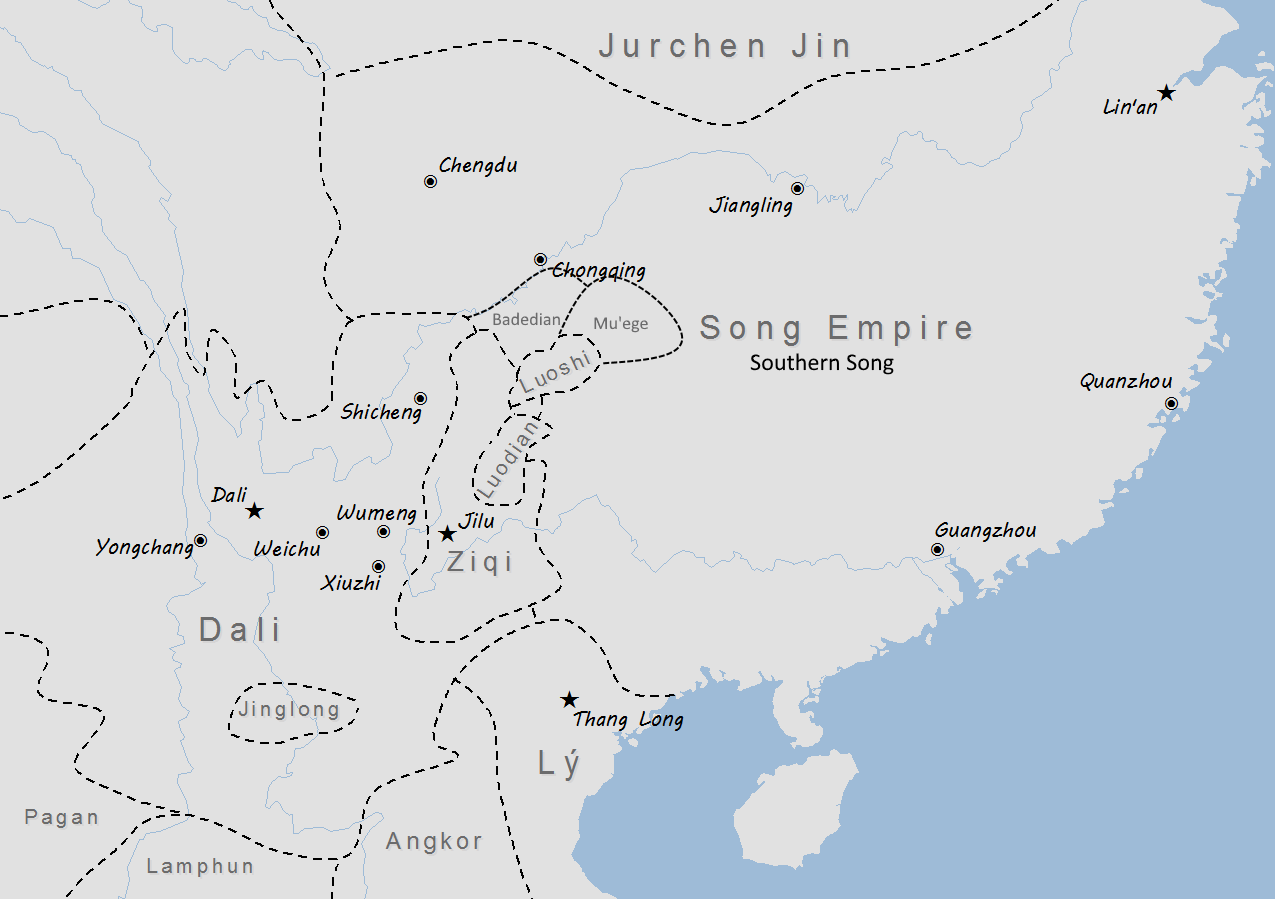
Південний Сун1200 року
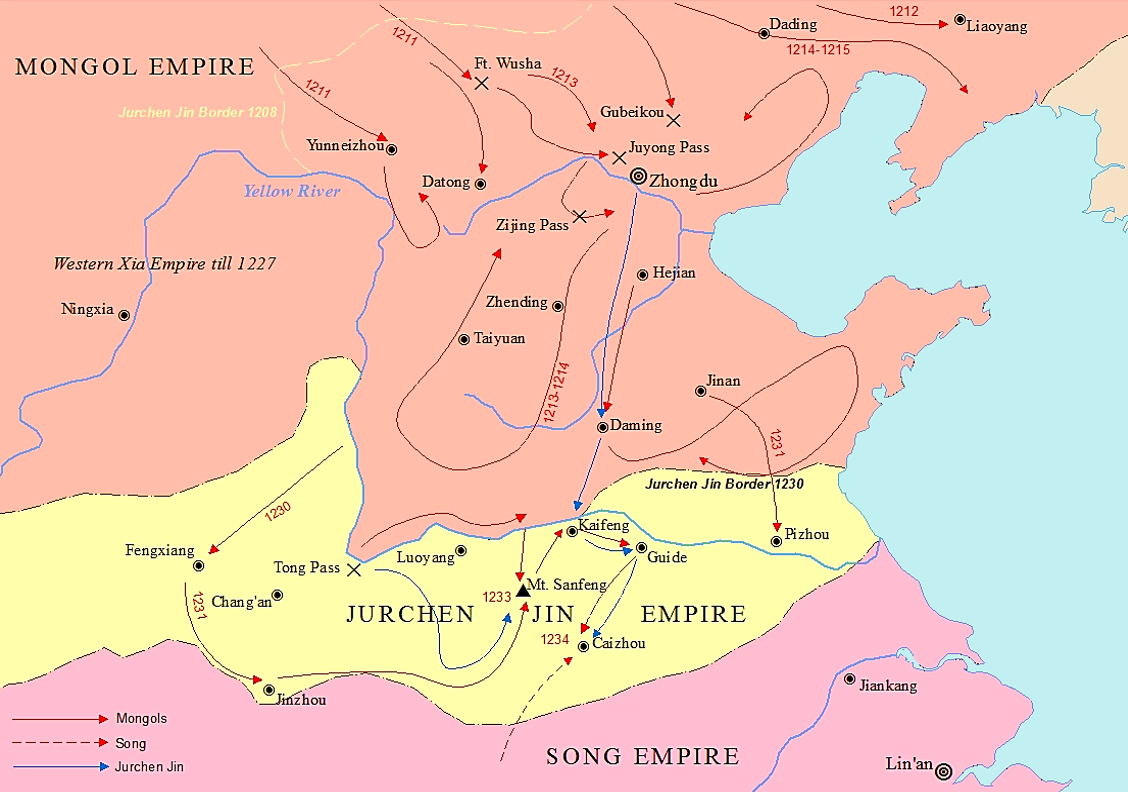
Монгольське завоювання династії Цінь
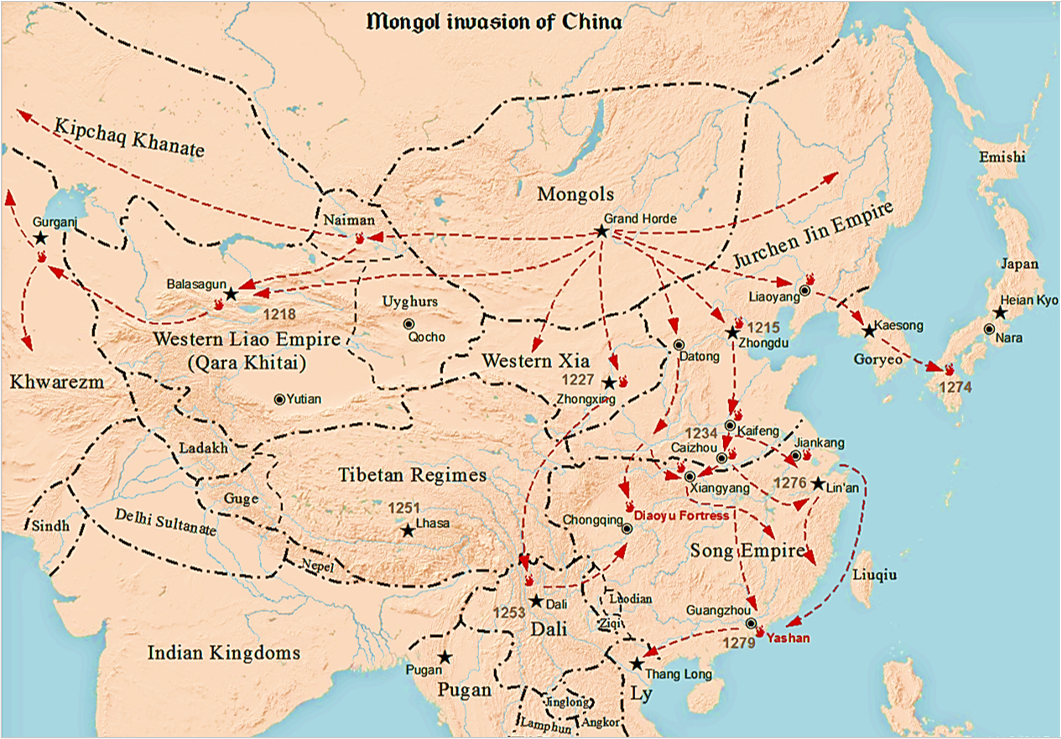
Монгольське завоювання Китаю

## Дивитись також
- Хронологія кидань
- Хронологія чжурчженів
- Хронологія тангутів

## Додаткові посилання
- Song Dynasty in China
- China 7 BC To 1279